# Elezioni amministrative in Italia del 1991
Nel 1991 in Italia si votò per il rinnovo di alcuni consigli comunali e del consiglio provinciale di Caserta.

## Elezioni comunali

### Brescia
- Data: 24 novembre

| Liste                                                  | Voti    | %     | Seggi |
| ------------------------------------------------------ | ------- | ----- | ----- |
| Lega Nord (LN)                                         | 34.482  | 24,40 | 12    |
| Democrazia Cristiana (DC)                              | 34.410  | 24,35 | 12    |
| Partito Socialista Italiano (PSI)                      | 14.609  | 10,34 | 5     |
| Partito Democratico della Sinistra (PDS)               | 13.377  | 9,47  | 5     |
| Partito Repubblicano Italiano (PRI)                    | 7.842   | 5,55  | 3     |
| Partito della Rifondazione Comunista (PRC)             | 7.515   | 5,32  | 3     |
| Lega Casalinghe Pensionati                             | 7.047   | 4,99  | 2     |
| Per Brescia                                            | 6.666   | 4,72  | 2     |
| Movimento Sociale Italiano - Destra Nazionale (MSI-DN) | 5.287   | 3,74  | 2     |
| Partito Liberale Italiano (PLI)                        | 4.733   | 3,35  | 2     |
| Partito Socialista Democratico Italiano (PSDI)         | 2.274   | 1,61  | 1     |
| Lista Pensionati                                       | 1.966   | 1,39  | 1     |
| Pensionati Brescia                                     | 1.108   | 0,78  | -     |
| Totale                                                 | 141.316 |       | 50    |

## Elezioni provinciali

### Provincia di Caserta
- Data: 12 maggio

| Liste                                         | Voti | %    | Seggi |
| --------------------------------------------- | ---- | ---- | ----- |
| Democrazia Cristiana                          |      | 39,5 | 15    |
| Partito Socialista Italiano                   |      | 20,4 | 8     |
| Partito Democratico della Sinistra            |      | 13,3 | 5     |
| Partito Socialista Democratico Italiano       |      | 7,1  | 2     |
| Movimento Sociale Italiano - Destra Nazionale |      | 6,4  | 2     |
| Partito Repubblicano Italiano                 |      | 4,7  | 2     |
| Partito Liberale Italiano                     |      | 3,8  | 1     |
| Federazione dei Verdi                         |      | 3,5  | 1     |
| Altri                                         |      | 1,3  | -     |
| Totale                                        |      |      | 36    |